# Jack Lew
Jacob Joseph "Jack" Lew (Nueva York, 29 de agosto de 1955) es un abogado estadounidense, miembro del Partido Demócrata y secretario del Tesoro de los Estados Unidos entre 2013 y 2017. Con anterioridad, Lew ejerció como jefe de gabinete de la Casa Blanca entre 2012 a 2013, así como director de la Oficina de Administración y Presupuestos durante las administraciones Obama (2010 - 2012) y Clinton (1998 - 2001).

## Síntesis biográfica
Nacido en la ciudad de Nueva York, el 29 de agosto de 1955, se graduó como bachiller en Artes en el Harvard College en 1978 y luego como Juris Doctor en la Escuela de Derecho de la Universidad de Georgetown.
Comenzó su carrera como asistente legislativo del representante Joe Moakley y como asesor principal de políticas del expresidente de la Cámara de Representantes Tip O'Neill. Fue director de Análisis de la Oficina de Administración y Presupuesto de la ciudad de Boston. 
Entre 1993 y 1994, ejerció como asistente especial del presidente Bill Clinton. En 1998, Clinton lo nominó al puesto de director de la Oficina de Administración y Presupuesto estadounidense. Durante su gestión, representó al Gobierno en las negociaciones presupuestarias con el Congreso, así como responsable en el diseño de políticas presupuestarias, administración y asuntos de créditos.
Tras la llegada a la presidencia de Barack Obama, ejerció entre enero de 2009 y noviembre de 2010 como subsecretario de Estado de Administración y Recursos, siendo responsable de la gestión operativa del Departamento de Estado así como la administración de recursos. El 13 de julio de 2010, fue nominado por el presidente Obama como director de la Oficina de Administración y Presupuestos, siendo confirmado en el cargo por el Senado en noviembre del mismo año. En enero de 2012, fue nombrado jefe de gabinete de la Casa Blanca. 
El 10 de enero de 2013, Obama lo nominó para reemplazar a Timothy Geithner como secretario del Tesoro. El Senado estadounidense lo confirmó el 26 de febrero de 2013.